# Eseosa Aigbogun
Eseosa Aigbogun (Zürich, 23 mei 1993) is een voetbalspeelster uit Zwitserland. Ze speelt als aanvaller voor RC Strasbourg in de Division 1.

## Clubcarrière
Aigbogun begon haar profcarrière bij FC Zürich. Na twee jaar vertrok ze naar competitiegenoot FC Basel waar ze meer dan 100 wedstrijden voor uitkwam in de Super League. In 2014 kon ze een transfer maken naar SC Freiburg⁣, maar bleef ze FC Basel trouw.
In 2016 vertrok ze alsnog naar Duitsland om voor 1. FFC Turbine Potsdam te gaan spelen. Na twee jaar ging ze naar het Franse Paris FC waar ze vijf seizoen actief was. Sinds 2023 komt ze uit voor AS Roma. Na twee jaar keerde ze terug naar Frankrijk waar ze een eenjarige verbintenis tekende bij RC Strasbourg.

## Statistieken
| Seizoen | Club                      | Land      | Competitie        | Wedstrijden | Doelpunten |
| ------- | ------------------------- | --------- | ----------------- | ----------- | ---------- |
| 2016/17 | 1. FFC Turbine Potsdam    | Duitsland | Bundesliga        | 20          | 2          |
| 2017/18 | 1. FFC Turbine Potsdam    | Duitsland | Bundesliga        | 9           | 0          |
| 2017/18 | 1. FFC Turbine Potsdam II | Duitsland | Tweede Bundesliga | 2           | 0          |
| 2018/19 | Paris FC                  | Frankrijk | Division 1        | 14          | 0          |
| 2019/20 | Paris FC                  | Frankrijk | Division 1        | 14          | 0          |
| 2020/21 | Paris FC                  | Frankrijk | Division 1        | 17          | 0          |
| 2021/22 | Paris FC                  | Frankrijk | Division 1        | 19          | 0          |
| 2022/23 | Paris FC                  | Frankrijk | Division 1        | 19          | 0          |
| 2023/24 | AS Roma                   | Italië    | Serie A           | 10          | 0          |
| 2024/25 | AS Roma                   | Italië    | Serie A           | 7           | 0          |
| 2025/16 | RC Strasbourg             | Frankrijk | Division 1        | 0           | 0          |
| Totaal  | Totaal                    | Totaal    | Totaal            | 131         | 2          |

Laatste update: 18 juli 2025

## Interlandcarrière
Aigbogun maakte haar debuut voor het Zwitserse nationale team in september 2013 in een 9-0 overwinning op Servië. Om haar kansen op een plek in de selectie van Zwitserland op het WK 2015 in Canada te vergroten wees ze een transfer naar SC Freiburg af. Met een doelpunt in de groepswedstrijd tegen Ecuador hielp ze haar land aan een 10-1 overwinning en een plaats in de knock-outfase. Op het EK 2017, het EK 2022 en het WK 2023 was Aigbogun opnieuw van de partij.